# Громогласов, Анатолий Иванович
Анатолий Иванович Громогласов (род. 15 сентября 1935, Холм, Калининская область) — советский хозяйственный, государственный и политический деятель.

## Биография
Родился в 1935 году в Холме. Член КПСС.
С 1955 года — на хозяйственной, общественной и политической работе. В 1955—2005 гг. — электромонтажник, мастер, начальник бюро технического контроля, заместитель начальника цеха, начальник цеха в Северном производственном объединении «Арктика», 2-й секретарь, 1-й секретарь Северодвинского горкома КПСС, заведующий отделом организационно-партийной работы Архангельского обкома КПСС, генеральный директор СПО «Арктика», 1-й секретарь Архангельского обкома КПСС, генеральный директор Архангельского областного союза промышленников и предпринимателей.
Делегат XXVI и XXVIII съездов КПСС.
Почетный гражданин Северодвинска. Почётный гражданин Архангельской области.
Живёт в Архангельске.